# Гаагский договор (1720)
Гаагский договор, Гаагский мир — мирный договор, заключённый 17 февраля 1720 года в Гааге между странами Четверного союза и Испанией. Договор положил конец Войне четверного союза.
Испания не была способна в одиночку противостоять четырём ведущим державам Европы. После двух лет войны, 5 декабря 1719 года её главный испанский вдохновитель, министр Хулио Альберони, был отправлен в отставку. 26 января 1720 года Испания согласилась принять условия победителей. Филипп V отказывался от притязаний на земли Италии, кроме Пармы, Пьяченцы и Тосканы, которые отходили сыну Елизаветы Фарнезе. Австрия получала Сицилию, Савойя — Сардинию.
Дальнейшие события показали, что стороны не собираются соблюдать соглашение: Испания продолжала поиски возможности закрепиться в Италии, а итальянцы и Европейские державы вопреки условиям договора не позволили сыну Филиппа V, инфанту Карлосу, наследовать Тоскану.